# Phanoperla minutissima
Phanoperla minutissima és una espècie d'insecte plecòpter pertanyent a la família dels pèrlids que es troba a Malèsia: Sumatra.